# Warren Beatty
Warren Beatty, właśc. Henry Warren Beaty (ur. 30 marca 1937 w Richmond) – amerykański aktor, producent, scenarzysta i reżyser filmowy, którego kariera trwa ponad sześć dekad. Był nominowany do 15 Oscarów, w tym czterech dla najlepszego aktora, czterech dla najlepszego filmu, dwóch dla najlepszego reżysera, trzech za scenariusz oryginalny i jednego za scenariusz adaptowany; zdobył nagrodę dla najlepszego reżysera filmu Czerwoni (1981).

## Życiorys

### Młodość
Urodził się w Richmond, w stanie Wirginia. Pochodzi z purytańskiego domu Iry Owensa Beaty'ego (1903-1987), dyrektora szkoły w Richmond, w stanie Wirginia. Jego matka Kathlyn Corinne Beaty (z domu MacLean; 1903-1993) była nauczycielką dramatu z Nowej Szkocji. Wychowywał się wraz ze starszą o trzy lata siostrą, aktorką, scenarzystką i reżyserką, Shirley MacLaine (ur. 24 kwietnia 1934). Ukończył Washington-Lee High School w Arlington w stanie Wirginia, gdzie udzielał się w szkolnej drużynie futbolowej. Po roku rzucił studia uniwersyteckie na Northwestern University. Żeby zostać aktorem, opłacał kursy gry pod kierunkiem Stelli Adler w Nowym Jorku, pracując jako pianista w nocnym lokalu i robotnik budowlany.

### Kariera
Po przyjeździe do Hollywood w 1959 wziął udział w zdjęciach próbnych do filmu Parrish z Jane Fondą, produkcja jednak nigdy nie została nakręcona. Zadebiutował jako aktor rolą nieznośnego Miltona Armitage’a w sitcomie MGM Dobie Gillis (The Many Loves of Dobie Gillis, 1959-60). W zespole letniego teatru objazdowego został dostrzeżony przez dramaturga Williama Inge’a, który zaprosił go na Broadway do swojej sztuki Strata róż (A Loss of Roses), a za swój debiutancki występ w 1960 był nominowany do Tony Award. Elia Kazan dał mu główną rolę w filmie Wiosenna bujność traw (Splendor in the Grass, 1961) z Natalie Wood. Zyskał przychylne recenzje za swój debiut – na ekranie wcielił się we wrażliwego i delikatnego, romantycznego bohatera, co wyróżniało go wśród młodzieżowych buntowników kina, poza tym nie mieścił się w schemacie bohatera bez reszty uwarunkowanego socjologicznie i kulturowo. Młodzieńczy idealizm nadał szczególny rys jego kreacjom w filmach: Całe opadanie na dół (All Fall Down, 1962) i Jeden Mickey (Mickey One, 1965). Zagrał także w Lilith (1964), w którym w wcielił się w młodego terapeutę zafascynowanego schizofreniczną pacjentką.

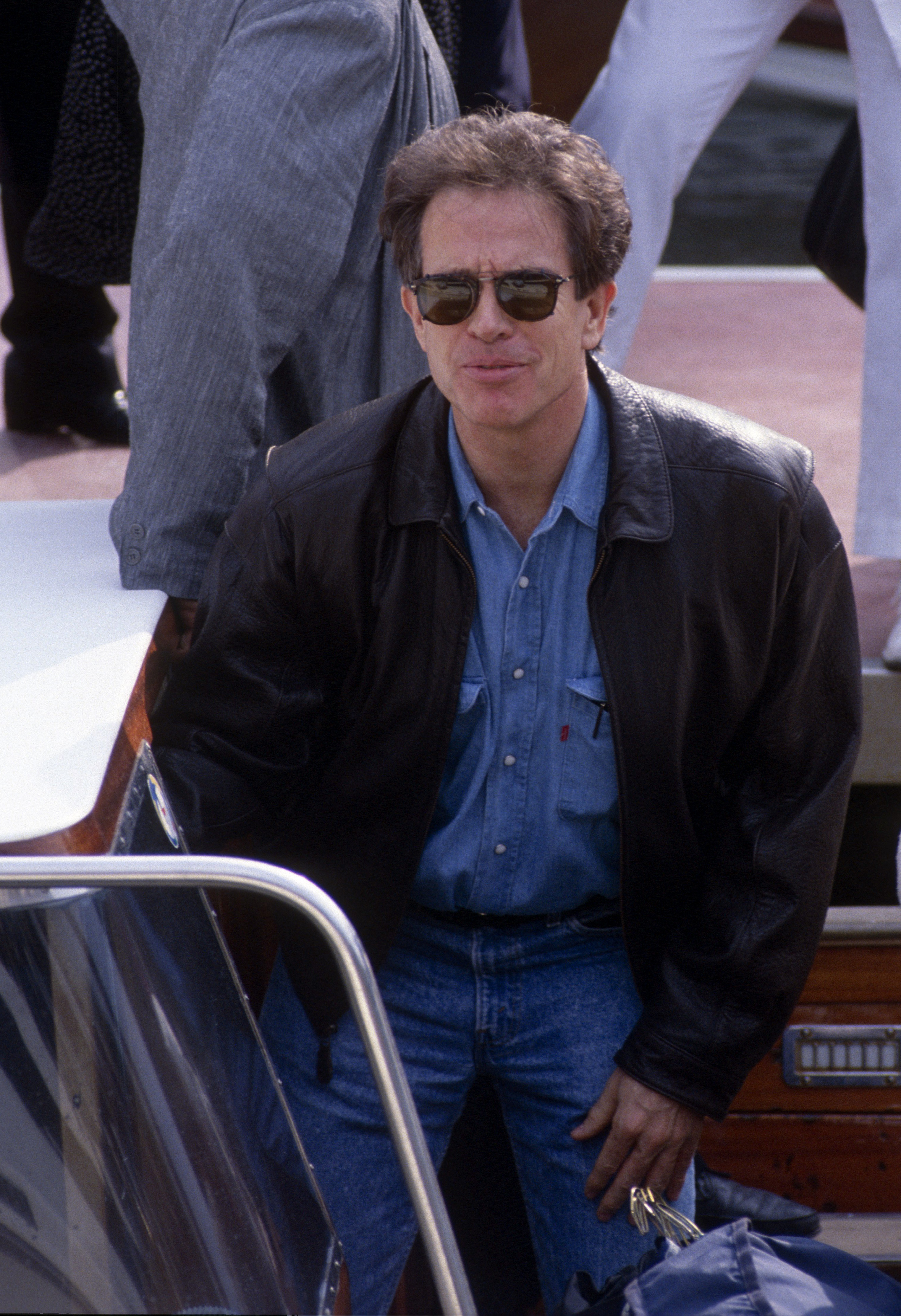
Warren Beatty (1990)

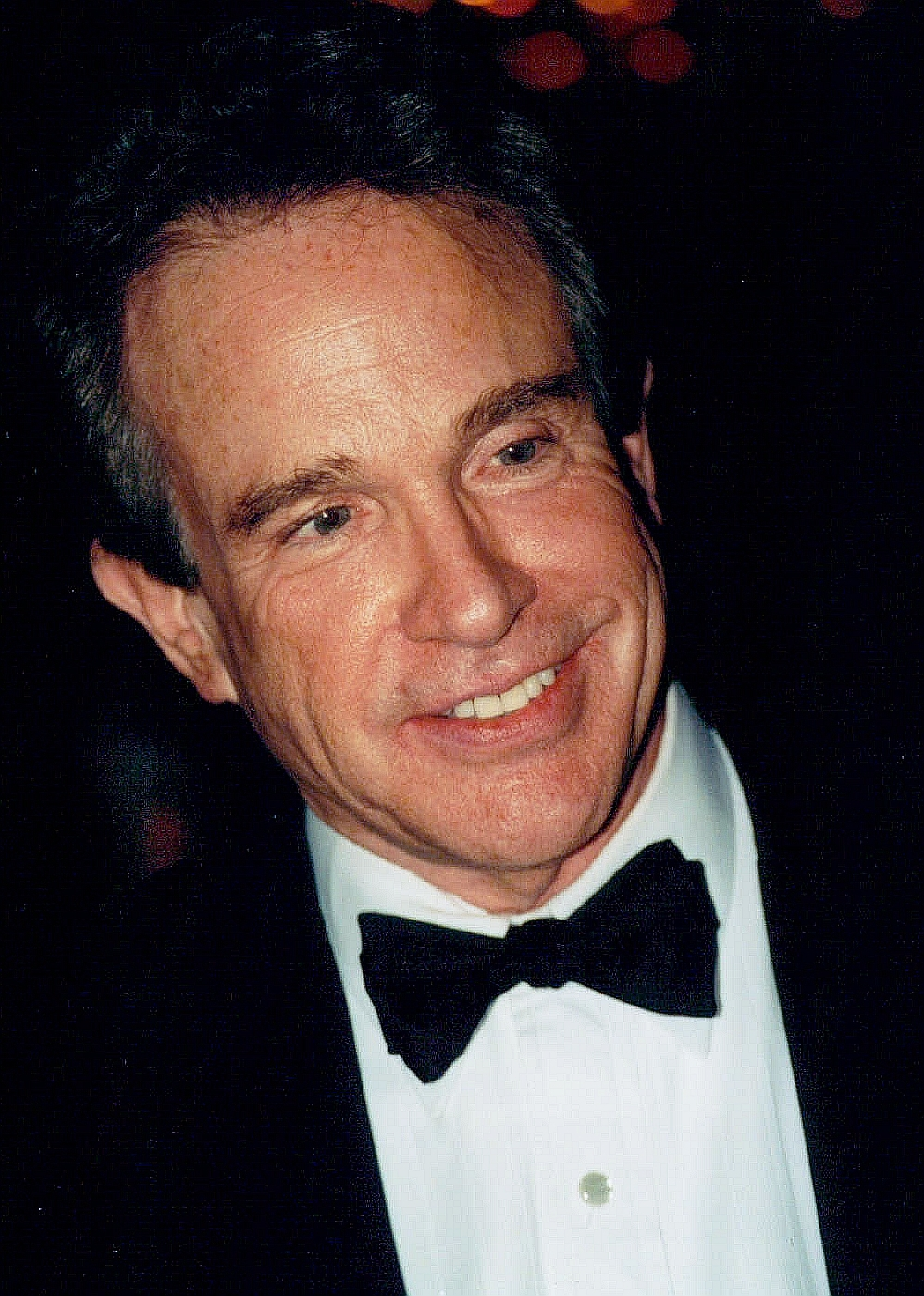
Warren Beatty (2001)

Samodzielnie wyprodukował gangsterski film Bonnie i Clyde (Bonnie and Clyde, 1967) o gangu Barrowa terroryzującym południe Ameryki w latach 30.. Dzięki tytułowej roli Clyde’a Barrowa zdobył popularność i stał się idolem pokolenia, a za występ w filmie zdobył pierwszą w karierze nominację do nagrody Oscara. W latach 70. wystąpił m.in. w filmach: Jedyna gra w mieście (The Only Game in Town, 1970) z Elizabeth Taylor i Dollars (1971) z Goldie Hawn. Miał także zagrać w filmach: Butch Cassidy i Sundance Kid (Butch Cassidy and the Sundance Kid, 1969), Ojciec chrzestny (The Godfather, 1972), Tacy byliśmy (The Way We Were, 1973) i Wielki Gatsby (The Great Gatsby, 1974). Kolejną nominację do Oscara uzyskał za rolę George’a Roundy’ego, modnego i rozrywanego przez kobiety fryzjera hollywoodzkiego w komedii romantycznej Hala Ashby’ego Szampon (Shampoo, 1975), w której podjął próbę wykorzystania własnej legendy wiecznego podrywacza. Następnie był nominowany do Oscarów za najlepszą reżyserię, scenariusz, zdjęcia i rolę Joego Pendletona, który otrzymuje w zaświatach szansę powrotu do ziemskiego życia, w swoim reżyserskim debiucie – komedii Niebiosa mogą poczekać (Heaven Can Wait, 1978).
Za reżyserię i rolę kobieciarza Johna „Jacka” Reeda, naocznego świadka rewolucji październikowej w biograficznym filmie Czerwoni (Reds, 1980) otrzymał Oscara i Złoty Glob dla najlepszego reżysera. W tym okresie zaangażował się w kampanię polityczną Gary’ego Harta. Następnie wyprodukował i zagrał w filmach: Ishtar (1987) i Dick Tracy (1990), przy czym drugą z produkcji również wyreżyserował. Kolejne nominacje do Oscara uzyskał za tytułową rolę gangstera Bugsy Siegiela w filmie Bugsy (1991) i za najlepszy scenariusz komediowego melodramatu Senator Bulworth (Bulworth, 1998). W 2000 otrzymał nagrodę im. Irvinga G. Thalberga.
Był na okładkach magazynów, takich jak „Bravo”, „Esquire”, „Film”, „Harper’s Bazaar”, „The Hollywood Reporter”, „InStyle”, „Newsweek”, „People”, „Rolling Stone”,  „Time” i „Vanity Fair”.

## Życie prywatne
Przez długi czas miał opinię playboya. Romansował z wieloma sławnymi kobietami, między innymi: Diane Ladd, Joan Collins, Vivien Leigh, Cher  i Claudią Cardinale.
12 marca 1992 ożenił się z Annette Bening, z którą wystąpił w gangsterskim filmie Bugsy (1991). Zamieszkali w rezydencji przy Mulholland Drive. Mają czworo dzieci: Stephena Irę (ur. 8 stycznia 1992 w Los Angeles jako Kathlyn Elizabeth, w 2012 zmienił płeć), Benjamina (ur. 1994), Isabel (ur. 1997) i Ellę Corinne (ur. 8 kwietnia 2000). Za sprawą małżeństwa porzucił dotychczasowy, niezobowiązujący tryb życia, był wiernym mężem.

## Filmografia
- Wiosenna bujność traw (Splendor in the Grass, 1961)
- Rzymska wiosna pani Stone (The Roman Spring of Mrs. Stone, 1961)
- Całe opadanie na dół (All Fall Down, 1962)
- Lilith (1964)
- Jeden Mickey (Mickey One, 1965)
- Wszystko dla niej (Promise Her Anything, 1965)
- Kalejdoskop (Kaleidoscope, 1966)
- Bonnie i Clyde (Bonnie and Clyde, 1967, także producent)
- Jedyna gra w mieście (The Only Game in Town, 1970)
- McCabe i pani Miller (McCabe & Mrs. Miller, 1971, także scenarzysta)
- $ (1971)
- Rok kobiety (Year of the Woman, 1973, dokumentalny)
- Syndykat zbrodni (The Parallax View, 1974)
- Szampon (Shampoo, 1975, także scenarzysta i producent) z Robertem Towne’em)
- Fortuna (The Fortune, 1975]
- Niebiosa mogą zaczekać (Heaven Can Wait, 1978, także reżyser, scenarzysta i producent)
- Czerwoni (Reds, 1981, także producent, scenarzysta i reżyser)
- Ishtar (1987, także producent)
- Dick Tracy (1990, także reżyser i producent)
- Bugsy (1991, także producent)
- Przygoda miłosna (Love Affair, 1994, także scenarzysta)
- Senator Bulworth (1998, także reżyser, producent i scenarzysta)
- Romanssidło (Town & Country, 2001)